# سندي سبورت
سندي سبورت هي صحيفة شعبية بريطانية أسسها ديفيد سوليفان في عام 1986. ينشر الموقع بشكل أساسي صور عارضات الأزياء العاريات ، ويشتهر بنشر محتوى مثير وخيالي وساخر، إلى جانب أخبار المشاهير والتغطية الرياضية. لقد تغيرت من مجرد تضمين الصحافة المشروعة طوال تاريخها. تم نشر عنوان شقيق، ديلي سبورت، من عام 1991 إلى عام 2011، عندما توقف عن النشر وأصبح متاحًا عبر الإنترنت فقط، تحت ملكية منفصلة.
اعتبارًا من يناير 2024، تصدر الصحيفة الشعبية ثلاث مرات أسبوعيًا تحت أسماء "سندي سبورت"، "ميدويك سبورت"، و"ويك إند سبورت". كانت هذه الصحيفة متوفرة سابقًا لدى كبار تجار التجزئة مثل متاجر تيسكو، لكنها أصبحت الآن متاحة فقط في وكالات الأنباء المستقلة. بعد تراجع شعبية مجلات الشباب والصفحة الثالثة منذ أواخر العقد الأول من القرن الحادي والعشرين، تظل هذه الصحيفة البريطانية الوحيدة التي تعرض صور العارضات الجذابات ومشاهد العري.

## تاريخ
أسس ديفيد سوليفان صحيفة "صنداي سبورت"، وظهرت لأول مرة في أكشاك بيع الصحف في 14 سبتمبر 1986. اشتهرت سريعًا بمحتواها الغريب والطريف، حيث تضمنت عناوين مثيرة مثل "أدولف هتلر كان امرأة"، و"الكائنات الفضائية حولت ابننا إلى إصبع سمكة"، و"حمار يسرق بنكًا". من بين محرري الصحيفة مايكل جابرت، وتوني ليفسي، وبول كارتر، ونيك آبلارد. وفي عام 1991، تم إطلاق صحيفة يومية شقيقة تحت اسم "ديلي سبورت". يسلط كتاب توني ليفسي الصادر عام 1998، بعنوان "الفتيات، والخمر، والحفلات الجنسية الجماعية، والكائنات الفضائية: القصة الداخلية للصحف الرياضية"، الضوء على التجربة الداخلية للصحف خلال عقدها الأول.
استغلت صحيفة "صنداي سبورت" شعبية فكرة الصفحة الثالثة في صحيفة "ذا صن"، وجعلت المحتوى الجنسي محورها الرئيسي. تضمنت الصحيفة صورًا لعارضات أزياء عاريات موزعة على عدة صفحات، وخصصت قسماً يُبرز "عدد الحلمات" لتسليط الضوء على الثديين المكشوفين في كل عدد. أثارت الصحيفة جدلًا واسعًا عندما عرضت عارضات أزياء طموحات يبلغن 15 عامًا في أوضاع شبه عارية، مع العد التنازلي للأيام حتى يتمكنّ قانونيًا من الظهور عاريات في أعياد ميلادهن السادسة عشرة، كما فعلت مع لينسي داون ماكنزي وهانا كلايدون وغيرهن.
وصل توزيع سندي سبورت إلى أعلى مستوى له على الإطلاق وهو 167.473 في عام 2005،وباع سوليفان ألقابه في عام 2007 مقابل 40 مليون جنيه إسترليني. انخفض التوزيع بشكل ملحوظ بعد ذلك، حيث قام المالك الجديد لمجموعة الإعلام الرياضي، بسحب العناوين من مراجعة التوزيع الشهرية لصناعة الصحف في عام 2009. وفي نفس العام، تدخل سوليفان لإنقاذ المجموعة بقرض بقيمة 1.68 مليون جنيه إسترليني. دخلت الشركة تحت الإدارة في 1 أبريل 2011، وعندها رفض الناشر ريتشارد ديزموند مواصلة طباعة العناوين بسبب الديون المستحقة. عادت صحيفة Sunday Sport إلى أكشاك بيع الصحف بعد عدة أسابيع في 8 مايو 2011، بعد أن استعادها سوليفان مقابل 50 ألف جنيه إسترليني. تم بيع صحيفة ديلي سبورت بشكل منفصل لجرانت ميلر.

## الخلافات
تحتوي الصحيفة الصفراء على إعلانات واسعة النطاق عن الخدمات الجنسية، وخاصة خطوط الدردشة الهاتفية للبالغين. في عام 2016، حظرت هيئة معايير الإعلان الإعلانات الجنسية الصريحة لخطوط الدردشة من الصفحة الأخيرة من صحيف سندي سبورت بسبب مخاوف من أن الأطفال يمكنهم رؤيتها بسهولة.